# Ptinus rufolimbatus
Ptinus rufolimbatus is een keversoort uit de familie klopkevers (Ptinidae). De wetenschappelijke naam van de soort werd in 1908 gepubliceerd door Maurice Pic.